# Socialisme éthique

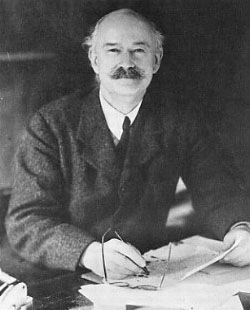
R. H. Tawney, fondateur du socialisme éthique.

Le socialisme éthique est une philosophie politique qui fait appel au socialisme pour des raisons éthiques et morales par opposition aux raisons consuméristes, économiques et égoïstes. Il souligne la nécessité d'une économie moralement consciente basée sur les principes de l'altruisme, de la coopération et de la justice sociale tout en s'opposant à l'individualisme possessif.
Contrairement au socialisme inspiré par le matérialisme historique, la théorie marxiste, l'économie néoclassique et le rationalisme qui fondent leurs appels au socialisme sur des motifs d' efficacité économique , d'inévitabilité historique ou de rationalité, le socialisme éthique se concentre sur les raisons morales et éthiques de prôner le socialisme. Le socialisme éthique présente des chevauchements importants avec le socialisme chrétien, le fabianisme, le socialisme de guilde, le socialisme libéral , la social-démocratie réformiste et le socialisme utopique.
La social-démocratie a fait appel aux sentiments communautaristes, corporatistes et parfois nationalistes tout en rejetant le déterminisme économique et technologique généralement caractéristique à la fois du libéralisme économique et du marxisme orthodoxe.

## Aperçu
Le socialisme éthique remonte aux socialistes utopistes, notamment Claude-Henri de Saint-Simon et Charles Fourier , mais aussi aux anarchistes comme le socialiste français Pierre-Joseph Proudhon ainsi qu'aux révolutionnaires nationalistes et socialistes italiens comme Giuseppe Garibaldi et Giuseppe Mazzini.